# Yutta Charme
Yutta Charme（ユッタ・シャルム、本名非公開、10月13日 生まれ ）は、日本のモデル。2012年度プリンセス名古屋グランプリ＆PV賞をダブル受賞。プリンセス名古屋にて、初めて社会人がｸﾞﾗﾝﾌﾟﾘを受賞するという快挙を成し遂げる。モデル活動を中心に、メンズファッション・レディースファッションを共に表現するなど、独自のスタイルで活動している。

## 経歴
ベールに包まれたところが多く、突如舞い降りた「Unisex Model」として注目される。

- 2012年、Starlight Studio JAPAN事務所に所属し、モデル活動を始める。
- 2012年、プリンセス名古屋（プリカン）に出場してグランプリ&PV賞をダブル受賞。[2]

## 人物
- 座右の銘は「No cross,no crown.」
- 笑顔を苦手としながらも、独自のポージングや表情で撮影をする。また、ポージングではワンポーズで止まるという事はせず、舞い踊る様なポージングをする事から

「ノンストップモデル」といった日本では珍しいポージングをする事が多い。個性の強いメイクやファッション、様々なスタイルを好み、全て自身でコーディネートしている。

- 性格は自他共に認める「人見知り」。しかし20歳を境に「だいぶ社交的になった」と本人は語っている。

- エキゾチックな顔立ちや姿勢から「自信家」というイメージが持たれやすいが、1度でも本人に会った事がある人物はイメージとは違った謙虚な印象で驚かされる事が多い。

実際の本人はカメラや舞台に立つ時以外は常にモデルとしての勉強をし、努力を惜しまない。

- モデルの仕事が好き過ぎて、周りからはよく「モデルバカ」と言われる程、モデルの仕事を楽しんでいる。

- 大の動物好きで2歳の頃から愛犬のヨークシャーテリアと生活を共にしていた。現在一緒に暮らしているのはチワワ。

他にもシーズーやハムスターとも一緒に暮らしていた時期があった。

- 身体を動かす事が好きでスタイルをキープする為に筋トレは欠かさない。他にも学生時代6年間、テニス部に所属し、高校時代ではキャプテンを務める程、打ち込んでいた。

- 趣味は音楽鑑賞や映画鑑賞。主に洋楽や洋画が好きで、語学にも活用している。中でも洋画にはこだわりがあり、フランス映画等も好んでいる。

音楽はケイティ・ペリー(Katy Perry)、テイラー・スウィフト(Taylor Swift)、ケシャ(Ke$ha)、バックストリート・ボーイズ（Backstreet Boys）、ビートルズ（The Beatles）、ニッキー・ミナージュ（Nicki Minaj）、ビヨンセ（Beyoncé )など幅広く好んで聞いている。

映画は「ジーア/悲劇のスーパーモデル(Gia)」、「17歳のカルテ(Girl, Interrupted)」、「ベロニカは死ぬことにした（Veronika Decides to Die）」、
「ブラック・スワン(Black Swan)」などの女性のさまざまな感情を描いた映画から、「ダークナイト（The Dark Knight)」、「ラブ・アクチュアリー（Love Actually）」、「ビートルジュース (Beetlejuice)」など色々なジャンルの映画を好んで観ている。中でも「ベティ・ブルー(37-2 le matin)」はお気に入りだという。

ちなみにジョニー・デップ（Johnny Depp)の出演した作品は全て観る程、好んでいる。

- 尊敬するモデルはジア・キャランジ(Gia Carangi)。彼女との出会いから海外への思いが、より強いものとなる。